# Juan David Rodríguez
Juan David Rodríguez González (San Bernardo, Santiago; 29 de noviembre de 1979) es un cantante chileno. Alcanzó notoriedad nacional como participante del programa de televisión buscatalentos chileno Rojo, fama contrafama, donde se consagró como uno de sus integrantes más emblemáticos.

## Biografía
Es hijo del cantante de música tropical Juan "Chocolate" Rodríguez. Criado en el paradero 41 de Gran Avenida.
Rodríguez comenzó su carrera musical a los dieciséis años como pianista popular en casinos, hoteles y esporádicas apariciones en televisión siendo parte de orquestas de programas. En 2003 ingresa como participante del programa de talentos Rojo fama contrafama, siendo el ganador de la tercera generación de cantantes, con solo 23 años. Por su condición de finalista, participó rápidamente de su siguiente competencia, el Gran Rojo, final del año entre las 3 primeras generaciones del programa donde se mantendría en competencia hasta la semana final de cantantes, donde sería eliminado en una dramática eliminación contra Monserrat Bustamante (hoy Mon Laferte).
A pesar de ello, se convierte en uno de los rostros con más potencial del programa, teniendo apariciones recurrentes en su siguiente temporada Rojo de Chile, hasta ingresar de facto al Clan Rojo en abril de 2004.  A mediados de ese año, por su condición de eliminado, volvió a competir en el programa en su temporada Rojo, la revancha donde obtendría el primer lugar  y el 3° lugar en Rojo Final 2004, final del año entre la Revancha y el Rojo de Chile; además, por ganar su generación, se le da la oportunidad de lanzar su primer álbum, "Chocolate", con la disquera Warner Music Group.También a principios de ese año, conformaría el cuarteto vocal Los Cuatro Amantes junto a sus compañeros de programa Miguel y Patricio Garcés y Juan José Herrera, obteniendo en su disco debut, disco de oro.
En agosto de 2005 su carrera sufre un abrupto quiebre, al ser detenido por la policía en Chile y vinculado con tráfico de drogas. Rodríguez enfrentó la justicia, y finalmente es absuelto de las acusaciones de tráfico, pero si admitió una fuerte adicción a la cocaína, por lo que él mismo decide internarse en una clínica para rehabilitarse, apoyado por el programa. Se mantuvo como parte del Clan Rojo hasta enero de 2008.
En 2007 Juan David Rodríguez ya rehabilitado regresa a la música con su segundo álbum, "Vida", y también comienza una carrera como empresario con su productora Chocolate Stage.
En 2010 el cantante participó en una competencia especial dentro del programa Calle 7 de TVN, para escoger a un representante chileno para ir a competir a México en el programa de televisión de la TV Azteca La Academia, animado por Rafael Araneda. Rodríguez obtiene el primer lugar de preferencia del público y gana la oportunidad para viajar a México, pero por problemas personales decide desechar la propuesta, y cede su premio a Carolina Soto.
El 2 de abril de 2012 en la tarde, el cantante sufrió una gran pérdida con el fallecimiento de su padre, Juan "Chocolate" Rodríguez tras permanecer internado desde el 15 de marzo en el Hospital Barros Luco; luego de que sufriera un infarto cerebral, otro infarto y una hemorragia estomacal que acabó con su vida.

## Discografía
- 2004: Chocolate
- 2007: Vida